# День победы СССР над милитаристской Японией
Согласно указу Президиума Верховного Совета СССР от 2 сентября 1945 года Об объявлении 3 сентября праздником победы над Японией был объявлен днём всенародного торжества, праздником победы над Японией и являлся выходным (нерабочим) днём в 1945 и  1946 годах.
14 апреля 2020 года по инициативе депутатов Государственной Думы Российской Федерации в третьем чтении был принят законопроект о перенесении на 3 сентября Дня Воинской Славы. Формулировка «3 сентября — День окончания Второй мировой войны (1945 год) символизирует переход от состояния войны к миру, поиску путей примирения и сотрудничества». Исходя из данного законопроекта, установленная согласно Федеральному закону «О внесении изменений в статью 1(1) ФЗ „О днях воинской славы и памятных датах России“», подписанному Президентом Дмитрием Медведевым 23 июля 2010 г., отменена памятная дата 2 сентября.